# إدوارد إس. روجرز جونيور
إدوارد إس. روجرز جونيور هو شخصية أعمال ومحامي كندي، ولد في 27 مايو 1933 في تورونتو في كندا، وتوفي بنفس المكان في 2 ديسمبر 2008 بسبب قصور القلب.